# 榮建緒
榮建緒（?—?），隋朝官员，北平郡无终县（今天津市蓟州区）人，榮权之子，榮毗之兄。
榮建绪性情光明正大，兼有学识。在北周担任载师下大夫、仪同三司。平灭北齐开始，留守鄴城，于是撰写《齐纪》三十卷。榮建绪与杨坚有旧交，杨坚为丞相，加榮建绪位开府，拜息州刺史。将要就任，当时杨坚秘密有禅代的计划，于是对榮建绪说：“暂且等等，我等当共取富贵。”榮建绪以自己是北周大夫，于是义形于色说：“明公这番话，不是我想听到的。”杨坚不悦，榮建绪就上任了。隋朝开皇初年榮建绪来朝，隋文帝杨坚对他说：“卿也后悔吗？”榮建绪叩首说：“臣的地位不是徐广，但感情和杨彪相似。”隋文帝发怒说：“朕虽不懂你的典故，也知道卿此言不逊。”历任始州、洪州二州刺史，俱有能名。